# Himmerlandsbanerne
Himmerlandsbanerne var en statsbane og en privatbane, der med Aalestrup som knudepunkt forbandt Løgstør med Viborg og Hobro.
Statsbanen Hobro-Aalestrup-Aars-Løgstør fik hjemmel i lov nr. 54 af 12. april 1889. I henhold til den fik Viborg amtsråd 28. maj 1890 koncession på privatbanen Viborg-Aalestrup. Den blev kort efter forpagtet af Statsbanerne, som så anlagde begge baner og drev dem som en helhed. De blev indviet i 1893 med to måneders mellemrum.

## Knudepunkt og endestationer
Aalestrup var i 1893 kun en lille bebyggelse i Østerbølle Sogn. Først i 1908 fik den sin egen kirke, og først midt i 1930'erne blev den udskilt i et selvstændigt sogn. Så det var ikke for byens skyld, knudepunktet blev lagt her. Tværtimod kan byen takke jernbanen for sin vækst. Bl.a. fik byen i starten af 1900-tallet en realskole, der med jernbane i tre retninger lå perfekt for eleverne fra et stort opland.
Aalestrup lå nogenlunde på den direkte linje mellem Viborg og Aars. Men det kan undre, at banen fra Hobro blev ført ad en omvej via Aalestrup og ikke den direkte vej til Aars, som allerede var en by og senere blev Vesthimmerlands store jernbaneknudepunkt. Strækningen Hobro-Aalestrup skal dog ikke kun ses som en del af banen til Løgstør, men også som del af en alternativ bane til Viborg. DSB brugte nemlig strækningen til godstrafik mellem Nordjylland og Vestjylland. Ifølge jernbaneloven skulle gods transporteres ad den korteste strækning, og Hobro-Aalestrup-Viborg var faktisk 23,2 km kortere end Hobro-Randers-Viborg. Så skulle der ganske vist rangeres tre gange, fordi toget skulle skifte retning både i Hobro, Aalestrup og Viborg.
I Hobro gav Aalestrupbanen anledning til en kraftig udvidelse af stationen og opførelse af en ny stationsbygning nogle år senere.
Viborgs første station var en rebroussementsstation i byens sydøstlige ende ved Søndersø. Viborg by var utilfreds med placeringen, og Aalestrupbanen gav anledning til at få flyttet stationen til højdedraget Trekroner sydvest for byen. Men i 1893 var der stadig ikke enighed om den ny stations nøjagtige placering, så man nøjedes med at slutte Aalestrupbanen til et sporskifte 4 km ude ad Skivebanen ved gården Møgelkjær. Usikkerheden om Viborg Stations placering forklarer også, hvorfor Aalestrupbanens kilometersten viser km fra Aalestrup og ikke fra Viborg. 1. december 1896 var den ny station færdig, og Aalestrupbanen blev sluttet til den med et spor, der grenede fra det midlertidige spor lige syd for Margrethelund.

## Skrinlagte baneprojekter
Den store jernbanelov fra 1918 indeholdt tre projekter i Himmerland, som ville berøre Himmerlandsbanernes stationer Nørager, Aars og Løgstør:
- Aalborg-Nørager Jernbane
- Aars-Arden-Øster Hurup Jernbane
- Sebbersund-Løgstør-Overlade Jernbane

Som de fleste andre projekter i jernbaneloven fra 1918 blev disse baner ikke anlagt.

## Driften
Selvom Viborg-Aalestrup var født som sidebane til Hobro-Løgstør, mærkedes det ikke meget i driften. Det kunne skifte i løbet af dagen, om det var toget fra Hobro eller toget fra Viborg, der kørte videre til Løgstør, og det andet, der vendte i Aalestrup. Efter at Herning-Viborg banen var oprettet i 1906, var der i perioder samdrift med den, så der kørte direkte tog mellem Herning og Aalestrup.

## Godsbane og nedlæggelse
Viborg-Aalestrup havde reelt være en statsbane. Den blev det officielt ved Lov nr. 164 af 27. maj 1959. Samtidig blev DSB bemyndiget til at indstille trafikken. Persontrafikken ophørte samme år, men der skulle indtil videre opretholdes godstrafik. I 1966 ophørte persontrafikken også på Hobro-Løgstør. Godstrafikken fortsatte, men på Hobro-Aalestrup kun et par år. 1. juli 1968 begyndte man at sælge banestrækningen til lodsejerne, hvorefter sporet blev taget op i 1969.
Med nedlæggelsen af Mariagerbanen i 1966 mistede Viborg sin "havnebane", men i mange år beholdt byen banen til Løgstør, hvor der også var havnebane. Da Viborg-Løgstør nu skulle fungere som godsbane, blev alle trinbrætter naturligvis nedlagt – også nogle af stationerne. Tilbage blev foruden de to endestationer de tre ekspeditionssteder Aalestrup, Aars og Hornum samt læssepladser for vognladningsgods i Løgstrup, Skals og Møldrup. I begyndelsen af 1980'erne var der stadig 5-7 godsvogne at køre med pr. dag, men det blev et voksende problem, at der kun måtte køres med et akseltryk på 16 t. Og det var heller ikke altid, banen kunne holde til det: 19. august 1986 løb fem godsvogne af sporet lidt syd for Løgstør pga. banelegemets dårlige tilstand.
Med udgangen af juni 1996 indstillede DSB trafikken på Løgstørbanen. De to foregående måneder var der kun ekspederet hhv. 10 og 12 vogne. Fra april 1997 til slutningen af 1998 forsøgte Privatbanen Sønderjylland at trafikere strækningen, men måtte give op.
Godstrafikken Viborg-Løgstør blev indstillet i 1999. Sporet blev taget op i 2006, så der i stedet kunne anlægges en cykel- og vandresti, Himmerlandsstien. Strækningen blev ryddet i en bredde på 5 m, og skærverne blev rettet til med en jævn overflade, som kommunerne kunne etablere stien ovenpå. I 10 stationsbyer – Løgstrup, Skals, Skringstrup, Møldrup, Hvam, Østerbølle, Østrup, Hornum, Gatten og Vindblæs – ryddede Banedanmark specielt op på arealer, der kunne anvendes som rastepladser eller til andre rekreative formål i forbindelse med naturstien. I slutningen af 2013 blev sporet taget op på de sidste 2 km langs Skivebanen, så Himmerlandsstien kunne forlænges helt ind til Viborg Station.

## Strækningsdata
- Oprettet:
  - Hobro-Løgstør (66,2 km) 15. juli 1893
  - Margrethelund-Aalestrup (33,6 km) 15. september 1893
  - Viborg-Margrethelund (4 km) 1. december 1896
- Samlet længde: 103,8 km
- Enkeltsporet
- Sporvidde: 1.435 mm
- Skinnevægt: 22,5 kg/m, 1942-52 udskiftet med brugte skinner på 32-45 kg/m
- Hastighed: 45 km/t, under Besættelsen 30 km/t på visse strækninger, efter udskiftningen 70 km/t fra 1953
- Nedlagt:
  - Viborg-Aalestrup 30. maj 1959 – godstrafik fortsatte til 1999
  - Hobro-Løgstør 22. maj 1966 – godstrafik Aalestrup-Løgstør fortsatte til 1999

## Hobro-Aalestrup

### Standsningssteder
- Hobro (Hb) station i km 0,0 – forbindelse med Randers-Aalborg Jernbane og Hobro Havnebane.
- Døstrup (Dø) station i km 7,6. Fra 31. januar 1960 trinbræt med sidespor. Kort før stationen var der frem til midten af 1930'erne et sidespor til Døstrup Grusgrav. Efter genforeningen i 1920 blev stationen kaldt Døstrup Himmerland, fordi der også var en Døstrup Sønderjylland på Ribe-Tønder Jernbane.
- Rørbæk (Ræ) billetsalgssted i km 10,4. Senere station, fra 1960 trinbræt – i de sidste år hed det Store-Rørbæk.
- Grynderup trinbræt (Gyt) i km 12,5 fra 1932.
- Nørager (Ner) station i km 15,2. Den bedste mellemstation på denne strækning.
- Boldrup trinbræt (Bod) i km 17,3 fra 1925 eller 1926.[3]
- Simested (Si) station i km 20,0. Fra juni 1960 trinbræt.
- Aalestrup station (Aat) i km 24,2 med tosporet remise og drejeskive.

### Bevarede stationsbygninger
- Døstrup: Svinget 9
- Rørbæk: Allestrupvej 14
- Simested: Banepladsen 6
- Aalestrup: Busgaden 10

### Strækninger hvor banetracéet er bevaret
Af banens tracé er 7 km bevaret og tilgængeligt.
- Afgrening nord for Hobro fra længdebanen
- Vest for Tobberup
- Mellem Finderupvej og Døstrup
- Øst for Hougårdsvej i Rørbæk
- Jernbanebro over Simested Å
- Øst for Nørager og nord for Grynderupvejen

## Viborg-Aalestrup

### Standsningssteder
- Viborg station (Vt) i km 0,0 – forbindelse med Langå-Struer-banen, Herning-Viborg banen og Mariagerbanen.
- Margrethelund trinbræt (Mlt) i km 4,1 1929-55.
- Løgstrup station (Ltr) i km 10,0 havde til midten af 1950'erne sidespor til Løgstrup Grusgrav.
- Hjarbæk trinbræt (Hjt) i km 11,7 fra 1928. I 1916 blev der projekteret en Hjarbæk Havnebane, der dog ikke blev til noget.
- Kølsen billetsalgssted (Køs) i km 14,0. Fik i 1906 sidespor til et mergelleje, hvorfra der indtil 1939 blev transporteret store mængder mergel, især til Alheden med Herning-Viborg banen. Derefter blev sidesporet taget op og stedet nedrykket til trinbræt.
- Nederhede trinbræt (Nht) i km 15,7 fra 1929[4].
- Skals station (Ska) i km 17,6. Den bedste mellemstation på denne strækning.
- Skringstrup billetsalgssted (Skr) i km 21,5 fik i 1928 sidespor, senere nedrykket til trinbræt.[5]
- Nørdam trinbræt (Nrm) i km 24,5 fra 1925.
- Møldrup station (Mp) i km 27,1. Anlagt på åben mark.
- Hvam station (Ham) i km 32,9.
- Aalestrup station (aat) i km 37,6.

### Bevarede stationsbygninger
- Løgstrup: Borgergade 10
- Skals: Hovedgaden 14
- Skringstrup: Villy Jensens Alle 4
- Møldrup: Jernbanegade 7
- Hvam: Gl. Viborgvej 39

### Strækninger hvor banetracéet er bevaret
Banens tracé er bevaret og tilgængeligt på nær 0,2 km i et industrikvarter ved Vestermarksvej i Viborg. 37 km indgår i Himmerlandsstien.
- Sporet mellem Møgelkjær og Margrethelund gik her th. for Guldbækvej
- Banens tilgroede spor inden forlængelse af stien til Viborg Station
- Afgreningen fra Skivebanen
- Stien forlader gennem industriområdet tracéet, der ellers er bevaret længere fremme
- Himmerlandsstien svinger ind på banetracéet
- Ved Margrethelund trinbræt skifter belægningen fra asfalt til grus
- Nyanlagt passage af Skivevej i Løgstrup med midterhelle
- Kølsen trinbræt med sidesporets tracé th.
- Banen krydsede Skals Å ved mundingen
- Stien krydser Søndergade i Møldrup

## Aalestrup-Løgstør

### Standsningssteder
Banens kilometersten viser km fra Hobro.
- Aalestrup (Aat) station i km 0,0.
- Østerbølle billetsalgssted (Øt) i km 3,3 med sidespor[6], fra 1960 trinbræt.
- Østrup (Øp) station i km 8,0.
- Aars (As) station i km 15,0 – forbindelse med Hvalpsundbanen.
- Hornum (Om) i km 22,4 ved byen, der oprindeligt hed Ulstrup, men der var allerede en Ulstrup Station på Langå-Struer-banen.
- Øjesø trinbræt (Øjt) i km 26,1 fra 1933[7].
- Gatten station (Ga) i km 27,5. Fra 1960 trinbræt med sidespor.
- Vindblæs (Vin) station i km 34,0. Fra 1960 trinbræt med sidespor.
- Løgstør (Ør) station i km 42,0 med tosporet remise og drejeskive.

### Bevarede stationsbygninger
- Østerbølle: Evaslundvej 10
- Østrup: Valkyrievej 3
- Hornum: Jernbanegade 3
- Gatten: Gatten Stationsvej 3
- Vindblæs: Stationsvej 22
- Løgstør: Jernbanegade 53

### Strækninger hvor banetracéet er bevaret
Hele banens tracé er bevaret og tilgængeligt, dog som butikstorv gennem bymidten i Aars. Himmerlandsstien følger det bevarede tracé undtagen på den sidste halve kilometer til Løgstør Station.
- Stien krydser vejen til oldtidsbopladsen ved Østerbølle
- Broen over Herredsbæk syd for Aars
- Dobbelttracéet deler sig i Aars mod Løgstør og Svenstrup
- Gennem Øjesø Plantage mellem Sjørup Sø og Øjesø
- På vej ud over Vindblæs Hede
- Løgstørs stationsterræn ligger stadig åbent med en enkelt læsserampe